# Ribeirão Rolim de Moura
Ribeirão Rolim de Moura är ett vattendrag i Brasilien.   Det ligger i delstaten Rondônia, i den centrala delen av landet, 1 600 km väster om huvudstaden Brasília.
Omgivningarna runt Ribeirão Rolim de Moura är huvudsakligen savann. Runt Ribeirão Rolim de Moura är det ganska glesbefolkat, med 47 invånare per kvadratkilometer.